# Lunar Pool
Lunar Pool (ルナーボール? Lunar Ball) è un videogioco di biliardo del 1985 sviluppato da Compile e pubblicato per MSX, NEC PC-8801 e Nintendo Entertainment System. La versione NES è stata distribuita per Wii tramite Virtual Console.

## Modalità di gioco
Lunar Pool si differenzia da un normale gioco di biliardo per la presenza di tavoli di diverse forme, che rendono il gameplay simile a minigolf. Altra particolarità del gioco è la possibilità di cambiare l'attrito del tavolo.